# ТПК Хемус
Вижте пояснителната страница за други значения на Хемус.
Трудово-производителна кооперация „Хемус“ е кооперация в София, България.
Намира се на адрес: София 1220, ул. „Проф. Иван Георгов“ 1 Б.
Кооперацията е създадена през 1924 г. Тя е сред най-старите български производители на подаръци, детски игри, стоки за бита, украшения за елха и мартеници. През 2022 година е обявена в ликвидация.